# Туричани
Турича́ни — село в Україні, у Турійській селищній громаді Ковельського району Волинської області. Населення становить 222 особи.

## Географія
Селом протікає річка Турія.

## Історія
У 1906 році село Олеської волості Володимир-Волинського повіту Волинської губернії. Відстань від повітового міста 23 верст, від волості 22. Дворів 98, мешканців 487.
12 червня 2020 року, відповідно до розпорядження Кабінету Міністрів України № 708-р «Про визначення адміністративних центрів та затвердження територій територіальних громад Волинської області», увійшло до складу Турійської селищної територіальної громади.
19 липня 2020 року, в результаті адміністративно-територіальної реформи та ліквідації Турійського району, село увійшло до новоутвореного Ковельського району. 

## Населення
Згідно з переписом УРСР 1989 року чисельність наявного населення села становила 276 осіб, з яких 125 чоловіків та 151 жінка.
За переписом населення України 2001 року в селі мешкало 215 осіб.

### Мова
Розподіл населення за рідною мовою за даними перепису 2001 року:
| Мова       | Відсоток |
| ---------- | -------- |
| українська | 99,55 %  |
| російська  | 0,45 %   |

## Відомі уродженці
- Ващеня Іван Петрович (1975—2014) — солдат Збройних сил України, за особисту мужність і героїзм, виявлені у захисті державного суверенітету та територіальної цілісності України, вірність військовій присязі під час російсько-української війни, відзначений — нагороджений орденом «За мужність» III ступеня (посмертно).